# Lend (Graz)

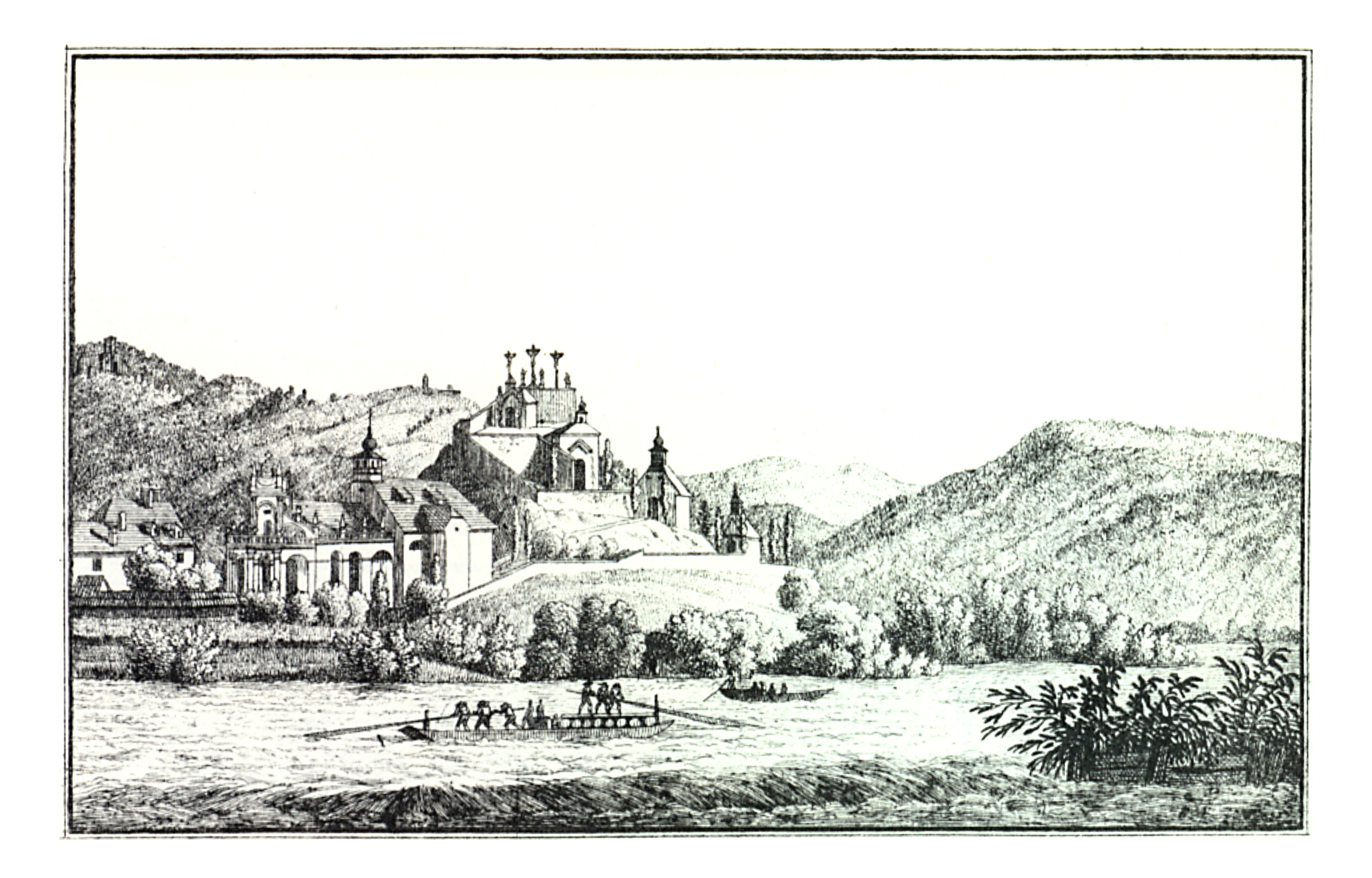
Der Kalvarienberg um 1830, Lith. Anstalt J.F. Kaiser, Graz

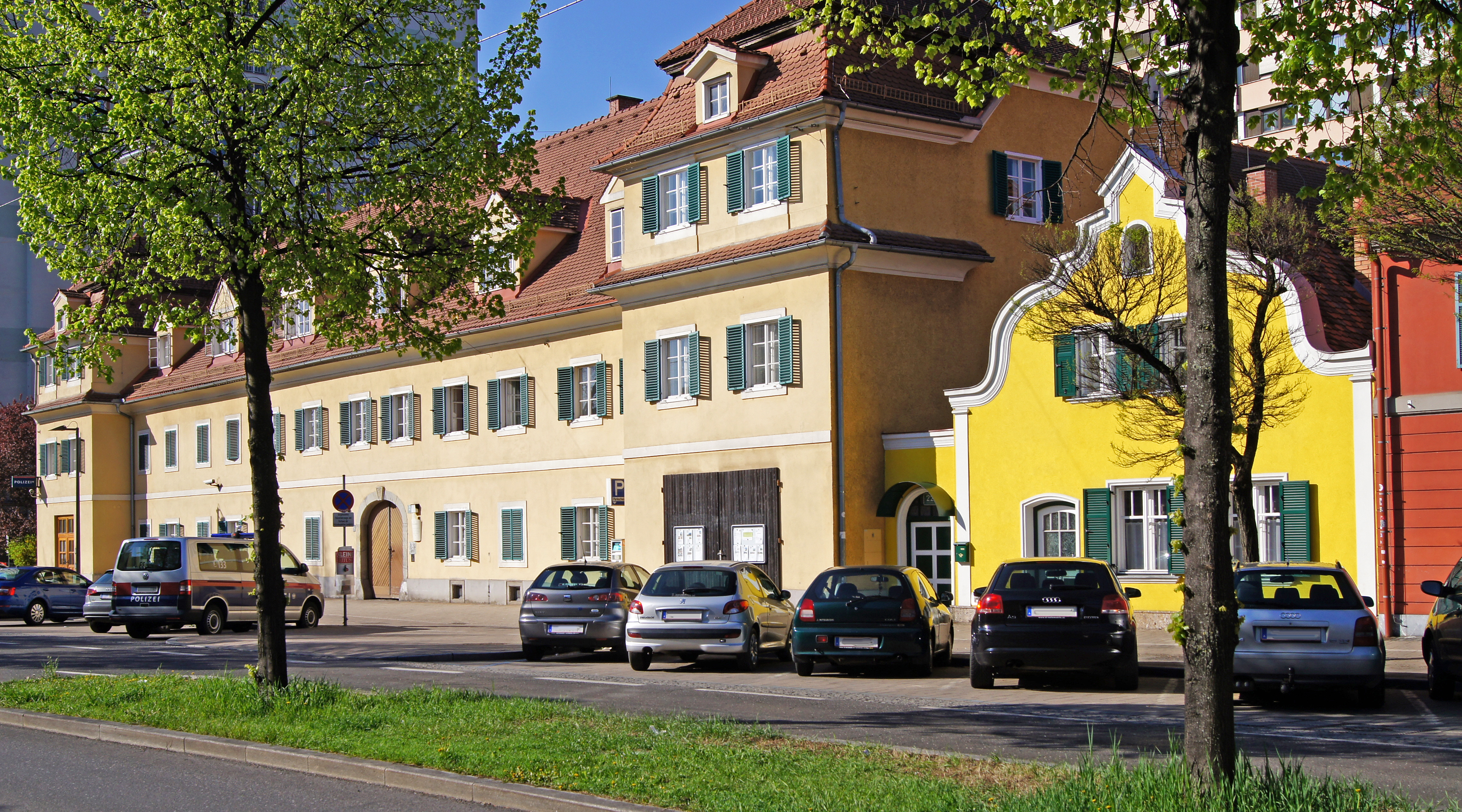
Lendkaserne

Lend ist der 4. Stadtbezirk der steirischen Landeshauptstadt Graz. Er liegt nordwestlich der Innenstadt, am rechten Ufer der Mur. Im Norden erstreckt er sich bis zum Kalvarienberg, die Annenstraße bildet seine Südgrenze, im Westen reicht er bis zur Alten Poststraße.

## Geschichte
Der nördliche Teil der alten Murvorstadt (das ist der Teil der alten Stadt, die am rechten Murufer liegt) bildet das Zentrum des Bezirks. Ab dem 17. Jahrhundert führt die Nord-Süd-Hauptverbindung (Wien–Graz–Triest bzw. –Laibach) durch die Wiener Straße und über den Lendplatz. Das hatte unter anderem eine rege Entwicklung im Bereich der Beherbergungsbetriebe zur Folge. Aus dieser Zeit stammt auch der Mühlgang, ein rechter Nebenkanal der Mur, der viele gewerbliche Betriebe hierher zog. Weiteren Aufschwung gab es ab 1844, als die Annenstraße zum neuen Grazer Hauptbahnhof errichtet wurde. Rund um den Bahnhof siedelten sich zahlreiche eisenverarbeitende Betriebe an. Der Bezirk galt lange als klassischer Arbeiterbezirk. 1853 wurde die Feuerwehr Graz am Mariahilferplatz eingerichtet und 1877 auf den Lendplatz übersiedelt. Im Zuge der Gestaltung des Volksgartens wurde um 1920 der Mühlgang begradigt und durch die Mitte des Parks geführt.
Die in den 1960ern geplante vierspurige Führung von Autoverkehr über die breite Hauptbrücke, heute Erzherzog-Johann-Brücke wurde abgesagt, Teile der Annenstraße wie auch des Straßenzugs Mariahilferstraße–Lendplatz autoverkehrsberuhigt, und zu Fußgängerzone und Radroute. Mit der Errichtung des Erich-Edegger-Stegs über die Mur wurde der nichtmotorisierte Verkehr entwickelt, mit Tiefgaragenbau der motorisierte.
Im Zuge des Grazer Kulturhauptstadtjahres 2003 und dem Bau des Kunsthaus Graz entwickelte sich eine urbane Szene rund um den Lendplatz, welcher das Herz dieses Bezirkes ist, und dem Mariahilferplatz. Diese Entwicklungen, die als Gentrifizierung bezeichnet werden können, werden durchaus auch kritisch gesehen.

## Kultur und Sehenswürdigkeiten
Helmut-List-Halle
Denkmalgeschützte Objekte:
Der stadteinwärtige Südteil des Bezirks gehört zum UNESCO-Welterbe Stadt Graz – Historisches Zentrum und Schloss Eggenberg.
- Barmherzigenkirche
- Kalvarienbergkirche und Kalvarienberg
- Mariahilfer Kirche
- Marienkirche
- Kunsthaus Graz
- Orpheum: Kleine Theaterbühne, die 1899 von der Stadtverwaltung als Ausgleich zu der auf der linken Murseite errichteten Oper gebaut wurde. Wird heute vor allem als Bühne für Kabarett, Konzerte und Kindertheater genutzt.
- p.p.c.-Project Pop Culture: Konzerthalle, Halle für diverse Veranstaltungen (ehemals Theatro)
- Rondo: Wohnen, Arbeiten und Kultur als Aufwertung eines benachteiligten Stadtviertels.

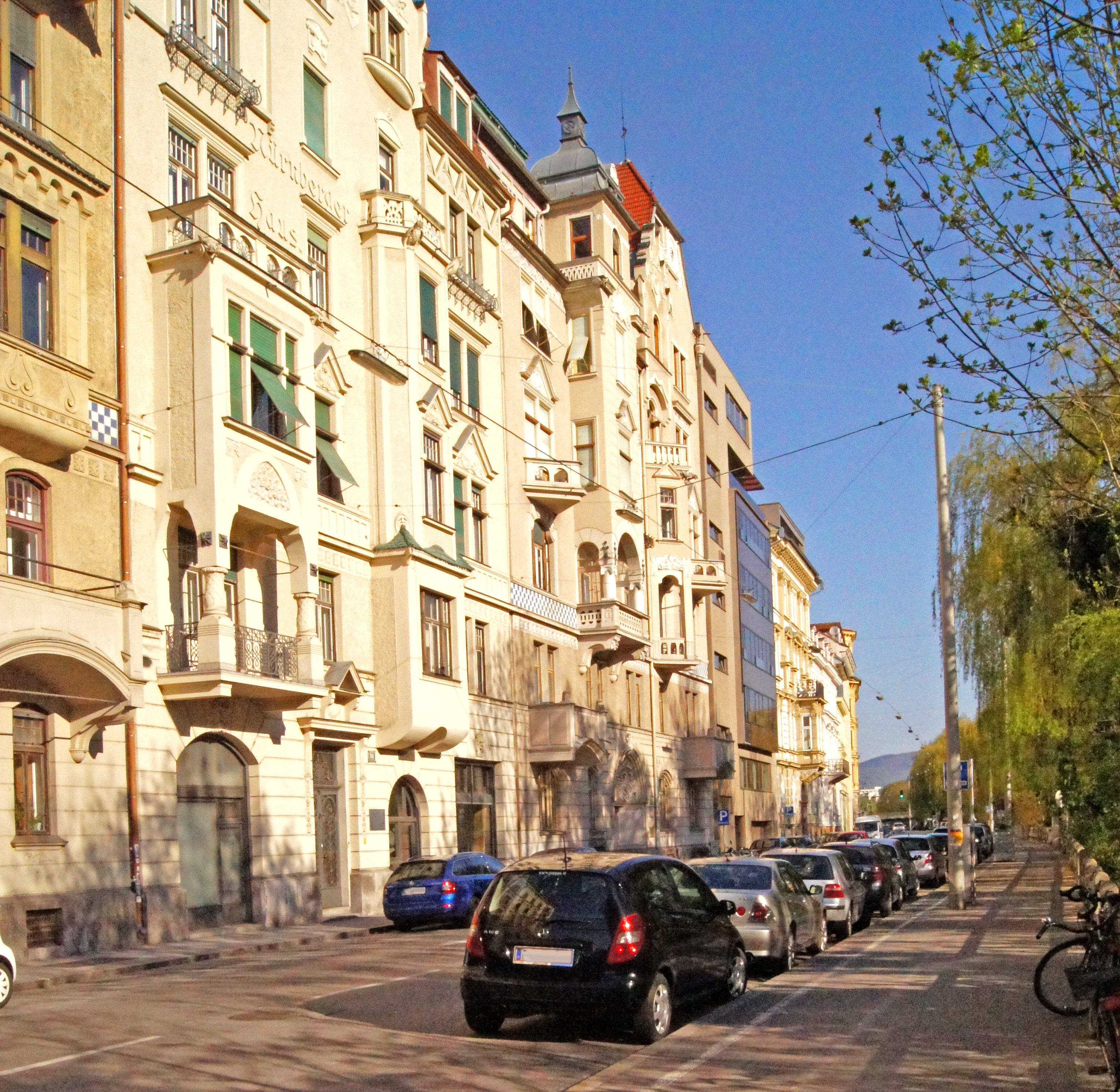
Die sog. „Nürnberger Häuser“
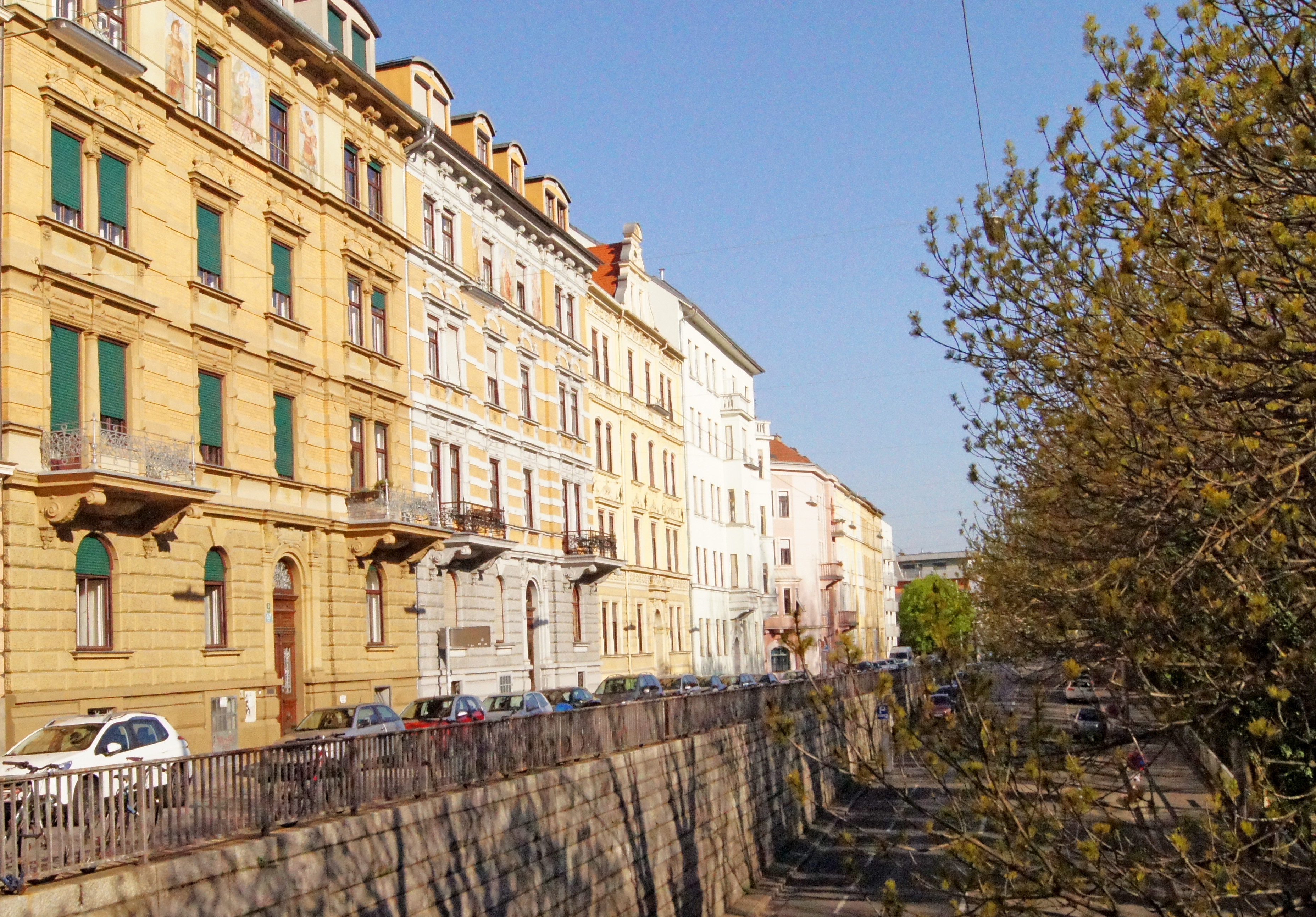
Mietshäuser am Lendkai
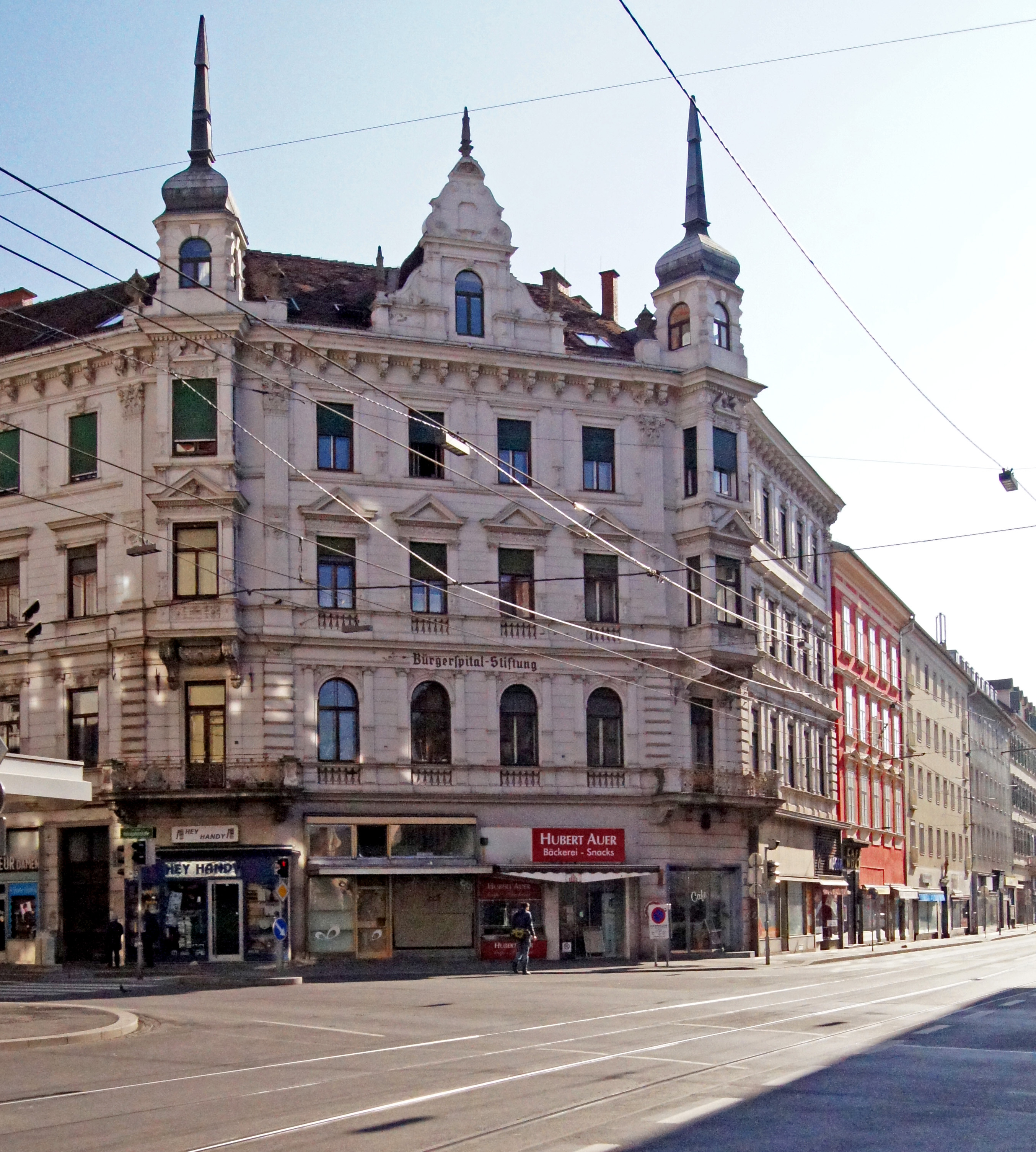
Bürgerspitalstiftungshaus

## Verkehr
- Im Westen des Bezirkes liegt der Grazer Hauptbahnhof, der zentrale Drehscheibe für den öffentlichen Verkehr ist. Von hier verteilen sich die Bahnlinien nach Norden (Bruck an der Mur, Wien, Linz, Salzburg und Villach), nach Osten (Gleisdorf, Feldbach, Fehring und Szentgotthárd), nach Süden (Spielfeld, Marburg, Laibach bzw. Bad Radkersburg) sowie in die Weststeiermark (Köflach, Deutschlandsberg, Wies-Eibiswald). Am Vorplatz haben etliche Straßenbahn- und Autobuslinien ihren Anfangspunkt (siehe dazu auch Graz#Öffentlicher Verkehr).
- Die Hauptdurchzugsstraße von Norden nach Süden führte früher über die Wiener Straße und den Lendplatz; heute hat sie sich weiter in den Westen auf den Bahnhofgürtel verlagert. Aber auch auf dem Lendplatz befindet sich weiterhin ein kleiner Busbahnhof für die regionalen Buslinien in die Weststeiermark. Außerdem kreuzen sich dort mehrere Buslinien der Graz Linien.
- Seit der Fertigstellung der Unterflurtrasse auf der B 67b (Grabengürtel) existiert eine Verbindung zur Grabenstraße im Osten (Bezirk Geidorf)
- Die Annenstraße bildet eine Hauptverkehrsachse des ÖPNVs in Graz. Auf ihr verkehren die Straßenbahn-Linien 1, 4, 6 und 7.
- Die Buslinien 40, 52, 53, 58, 62, 63, 65 und 67 verkehren ebenfalls in diesem Bezirk.

## Bildung
(Quelle: )
- BORG Dreierschützengasse
- BRG Kepler
- HLW Schrödinger, Pädagogischer Panther 2006[7]
- KLEX – Klusemann Extern
- Mittelschule Kepler
- Mittelschule Fröbel
- Volksschule Gabelsberger
- Volksschule Hirten
- Volksschule Leopoldinum
- Volks- und Mittelschule Ellen Key -(Sonderschule)